# メタモルフィックフォース
『メタモルフィックフォース』（METAMORPHIC FORCE）はコナミ（現・コナミデジタルエンタテインメント）が1993年に発売したアーケードゲームのベルトスクロールアクションゲーム。2〜4人同時プレイが可能。

## 概要
プレイヤーが操作するキャラクターは、様々な形で出てくる女神の彫像を取ることで獣人に変身することができる。獣人の状態では、人間時のライフゲージに獣人ゲージが加わる。獣人ゲージはダメージを受けると消費し、ゲージがなくなると人間に戻る。人間の時には、ライフという概念が存在し、ライフ自体は回復アイテム等を取れば回復する。この際、獣人に変身していた場合、獣人ゲージも共に回復する。
獣人状態では移動速度が上がり、掴み技・投げ技が可能になる。さらに、キャラクターによって掴む時に特殊コマンドを入れると必殺技が出る。
獣人の際に女神像を取ると、敵全体にダメージを与える必殺技を繰り出す。ザコ敵なら一撃で即死の威力である。また、獣人時の追い討ち攻撃はかなり強力である。

## ストーリー
A.D.199X、はるかな時を超え、暗黒の覇王がふたたび地上に君臨するために「恐怖の帝国」が復活した。しかし、ふたたび悪を繁栄させてはならないと、かつて暗黒の覇王と戦った女神とその守護神の4匹の獣たちも、覇王との対決のために目覚める。 そして、その4匹の獣たちの意思は、勇敢な現代の若者へと受け継がれる。

## プレイヤーキャラクター
BAN (漢字表記では「蛮」)
日本出身の空手家で、バランスタイプ。下駄履きに柔道着で戦う。野牛のような獣人に変身する。獣神の表す色は赤。
掴んだ状態で、レバー前＋アタックボタン＋ジャンプボタンを入力すると、前方に猛突進し、普通の投げ技よりダメージが高い必殺技「ロケットアタック」が出せる。
CLAUDE
フランス出身の西洋剣術家で、スピードタイプ。元貴族の末裔、金髪で長髪の美形。白狼のような獣人に変身する。獣神の表す色は黄色。
人間時はサーベルで戦う。掴んだ状態でアタックボタンを連打すると「マシンガンパンチ」が使える。他の3人より動作が素早く、歩く速度も最も速い。
MAX
アメリカ出身のプロボクサーで、特殊タイプ。肩当てをつけている。黒豹のような獣人に変身する。獣神の表す色は青。
掴んだ状態で、レバー上＋アタックボタンを入力すると、普通の掴み攻撃よりダメージが高い必殺技「噛みつき」が出せる。
IVAN (キリル文字表記では「Иван」)
ロシア出身の大男で、パワータイプ。本職は木こりであり、防寒用の帽子をかぶっている。熊のような獣人に変身する。獣神の表す色は緑。
人間時は丸太で戦う。他の3人より動作、歩く速度が最も遅いが唯一敵を持ち上げたまま歩きながら前方または後方に投げることができる。
掴んだ状態で、ジャンプボタンまたレバー前＋ジャンプボタンを入力すると、普通の投げ技よりダメージが高い必殺技「DDT」が出せる。

## アイテム
回復アイテムはライフゲージが満タンの時は得点が入る。
- 女神の彫像
- 石人像：100点スコアが入る。
- 金人像：1000点スコアが入る。
- 聖杯（100点）：ライフが10%に回復する。
- 桂冠（300点）：ライフが25%に回復する。
- ゼウスの電光（500点）：ライフが30%回復する。
- ヘラクレスの力（1000点）：ライフが約50%回復する。
- 原始肉（10000点）：ライフが全回復する。

## 海外版との違い
日本版以外の北米や欧州版は、単なる言語変更の他に難易度の調整のため、若干仕様が変更されている。主な相違点は以下の通り。◎は共通、○は北米版のみとの違い点。
- ライフが数字になって、残機制は廃止。何秒かかかるとライフが1減り、獣人の状態でも獣人ゲージと共に減少する。◎
- スコア仕様は敵を倒した数と石人像、金人像をとった数そのものが得点となっており、ザコもボスも人像も関係なく全ての点数は1点となっている。◎
- STAGE2のボスの遠攻撃動作が早く、回転攻撃動作は横方向移動ながらプレイヤー自機を追尾し、発動後の気絶状態も削除する。◎
- BONUS STAGEはライフボーナスのみ。◎
- 回復アイテムの回復量は原始肉25、その他は5に統一されている。◎
- 回復アイテムの出現率が下がる。○
- 一部出現する敵キャラクターの地点、種類が変化する。○
- STAGE6の一部背景グラフィックが変更する。◎
- STAGE5は、STAGE1～4のボスとボスラッシュ後、STAGE5ボスと戦う。ボスラッシュ出番順は1→2→3→4、1画面に同時に登場するボスは2人まで。その時ボスの体力を減らしてもダメージ程度と行動パターンが変わらない。○

## ステージ
ステージ名はBGM名。
- STAGE1：バキャロスの遺跡
- STAGE2：炎の洞窟
- BONUS STAGE1：破壊せよ！／最終ボスの超巨大な頭像を壊す。
- STAGE3：凍る大地
- STAGE4：邪悪なる森〜4人の戦士
- BONUS STAGE2：急げ！／高速走行しながら、障害物として配置された柱を破壊し、敵を倒す。
- STAGE5：復讐のコロシアム（北米版のみ）〜コロシアムの女悪魔
- STAGE6：デスシャドウ城の戦士〜合唱

## 音楽
作曲を担当したのはIZUMI（泉陸奥彦）とE.G.A（江川麻理子）。
なお、以下の曲は泉が後年GUITARFREAKS及びdrummaniaでアレンジしている。
- 火の鳥（2面ボス及び6面中ボス）→MODEL DD6
- コロシアムの女悪魔（5面ボス）→MODEL DD7

## 移植版
| No. | タイトル                 | 発売日         | 対応機種                      | 開発元                  | 発売元     | メディア                                | 備考                         |
| --- | ------------------------ | -------------- | ----------------------------- | ----------------------- | ---------- | --------------------------------------- | ---------------------------- |
| 1   | メタモルフィックフォース | 2024年10月24日 | PlayStation 4 Nintendo Switch | ハムスター （移植担当） | ハムスター | ダウンロード （アーケードアーカイブス） | 日本版、欧州版、北米版を収録 |

アーケードアーカイブス版
家庭用初移植。日本版、欧州版、北米版を収録。「こだわり設定」ではゲームスピードの調整の設定が可能。ハイスコアモード及びキャラバンモードでは日本版と北米版の双方が集計される。